# Novo Lagovo
Novo Lagovo (makedonska: Ново Лагово) är en ort i Nordmakedonien. Den ligger i kommunen Prilep, i den centrala delen av landet, 80 km söder om huvudstaden Skopje. Novo Lagovo ligger 640 meter över havet och antalet invånare är 212.